# Война за независимость Боливии
Боливийская война за независимость — вооружённая борьба коренного населения Боливии (индейцев) и боливийского народа против испанского колониального господства, начавшаяся в 1809 году и окончившаяся в 1825 году провозглашением независимой Республики Боливия (Republica de Bolivia). Война была частью войны за независимость испанских колоний в Америке.

## Предпосылки
Знакомство с европейскими политическими конфликтами, идеологическое влияние Просвещения, а также пример Великой Французской революции и Декларации независимости Соединенных Штатов вызвали необычную и растущую политическую активность в годы, предшествующие начале борьбы за независимость. Отсутствие отклика испанской метрополии на просьбы своей колонии о помощи и успешное отражение мощных вторжений без посторонней помощи привели к тому, что местное население приобрело высокую степень политической сознательности. Требования экономической автономии привели к тому, что торговая буржуазия некоторых колоний стала частью групп, стремившихся к существенному изменению отношений с Испанией, наделив их экономической властью. На территории нынешней Боливии стали происходить первые конфликты между креолами и жителями-метисами с одной стороны против испанских колонизаторов с другой. Одним из таких конфликтов было восстание Оруро, которое произошло на вилле Реал-де-Сан-Фелипе-де-Австрия в провинции Чаркас в 1781 году.

## Ход войны

### Восстание 1809 года
Поводом к войне послужило восстание в городе Чукисака в Верхнем Перу 25 мая 1809 года. К власти в городе пришла революционная хунта, объявившая о независимости от Испании. 16 июля вспыхнуло восстание в городе Ла-Пас, где власть также перешла в руки к военной хунте. Её возглавлял Мурильо. Также восстания произошли в городах Кочабамба, Потоси, Оруро и других местах Верхнего Перу. Контрреволюционные силы королевства Рио-де-Ла-Плата отреагировали на восстание, и уже в октябре ими был повторно занят Ла-Пас, затем все охваченные бунтом города, а в декабре пал город Чукисака. Мурильо был казнён. Но это не сломило сил повстанцев. Была создана военная организация «Республиканское Движение», в которую набирались индейцы из местных племён. Организация вела партизанскую войну вплоть до провозглашения независимости Боливии.

### Период действия Кадисской конституции
В мае 1812 года в Чукисаке были проведены по указанию вице-короля выборы с участием даже неграмотных индейцев представителя в испанские Кортесы. Первые два кандидата отказались от мандата и только третий кандидат — каноник М. Родригес Ольмедо принял депутатство и в 1813 году прибыл в Испанию. В 1814 году прошли всеобщие выборы в Ла-Пасе в соответствие с уже отмененной в метрополии Кадисской конституции (в колонии о её отмене еще не знали), на которых могли голосовать даже неграмотные индейцы. Позиции колонизаторов оказались в Верхнем Перу более прочными, чем в других районах вице-королевства Ла-Платы. Например, в 1815 году аргентинская экспедиция по освобождению страны была отбита.

### Реакция
После 1815 года в городах были созданы «Хунты очищения», которые должны были судить граждан, сотрудничавших с патриотами. Было конфисковано имущество тех, кто ушел с аргентинцами. Однако замирены оказались только города — в сельской местности активно боролись с испанцами партизаны-монтонерос, создававшие свои зоны-«республикеты». Недовольство вызывали также контрибуции, наложенные испанцами на покоренные города. Например, Кочабамба должна была выплатить 50 тыс. песо и потратить еще 30 тыс. песо на содержание испанского гарнизона. В Ла-Пасе испанский отряд М. Рикафорто, прибывший туда в 1816 году, казнил около 600 горожан и обложил город контрибуцией в 500 тыс. песо (реально удалось вывезти только 400 тыс. песо). Наконец, индейское население было недовольно возвращением отмененных Кадисской конституцией митой и трибуто. С 1818 года испанские власти пошли на уступки — поступил приказ об амнистии с возвращением конфискованного имущества. В целом ситуация в стране постепенно стабилизировалась.

### Новый подъем освободительного движения 1820—1825 годы
Революция в метрополии и восстановление Кадисской конституции привели к освобождению в Верхнем Перу политических заключенных и к формированию местных выборных органов власти. В 1822 году власти Ла-Паса отменили табачную монополию. Звучали призывы к отмене миты. В целом Верхнее Перу сохраняло верность испанской короне — например, восстание 1822 года, поднятое в Потоси, лидер которого К. Ойос провозгласил независимость, было разгромлено горожанами и местными индейцами до прихода испанских войск. Но вскоре вновь начали повышать налоги для ведения борьбы с патриотами. Например, в 1823 году вице-король вдвое увеличил алькабалу в крупных городах. В 1823 году королевским войскам удалось разбить партизан-монтанерос у Фальсури, а также остановить наступление патриотов у Сепиты. Кроме того, было заключено соглашение с Аргентиной, обезопасившее Верхнее Перу с юга. Однако известия о подавлении революции в Испании, отмене Кадисской конституции привели к расколу среди роялистов. Этот раскол вылился в настоящую войну между двумя группировками роялистов. Усобица среди роялистов была на руку патриотам. В 1824 году войска под командованием Сукре, сподвижника Боливара, вторглись на территорию Верхнего Перу и одержали важнейшую победу при Аякучо 9 декабря 1824 года. К 1825 году вся территория Боливии была очищена от испанских войск. 6 августа того же года конгрессом, созванным в городе Чукисака, была образована независимая республика Боливия, что положило конец войне.

## Последствия
В результате войны была образована независимая республика Боливия. Испания потеряла большую территорию в Южной Америке. Во главе новосозданного государства встал Симон Боливар. Боливия, обретя свободу, по сей день является независимым государством.